# Roselies
Roselies (in der wallonischen Sprache Rojni) ist eine Ortschaft in Belgien, die in der Provinz Hennegau der Region Wallonien liegt. Die Ortschaft gehört zur Gemeinde Aiseau-Presles.

## Geschichte
Zunächst war der Ort ein Lehen der Grafen von Namur, ehe er durch Wilhelm den Reichen (Guillaume le Riche, 1324–1391) im 14. Jahrhundert an die Herren von Seraing abgegeben wurde. Zu dieser Zeit bestand die Ansiedlung aus 12 Häusern. In den Jahren von 1410 bis 1625 wurde der Ort von der Familie von Havrech (Seigneurs de Havré) regiert, diese verkauften ihn an Herman de Lerneux, den Herrn von Presles. Die Bevölkerungszahl entwickelte sich bis zum Jahr 1830 auf 34 Häuser mit 151 Bewohnern. Anschließend erlebte der Ort einen Aufschwung durch den Abbau von Kohle, der sich auf die gesamte Region auswirkte. So war Roselies im Jahr 1878 die Ortschaft mit der höchsten Bevölkerungszahl in der Gemeinde.

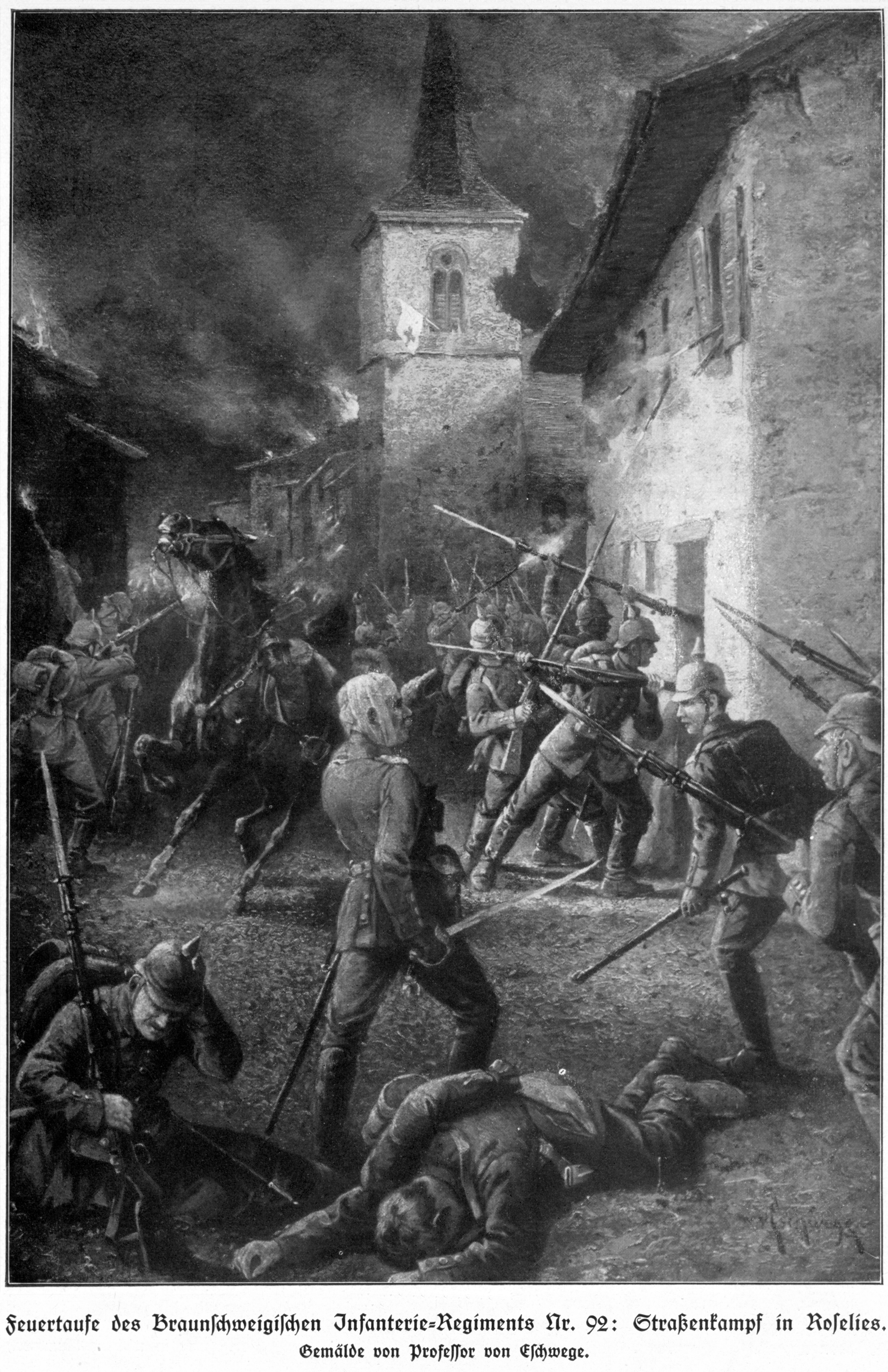
Feuertaufe des Braunschweigischen Infanterie-Regiment Nr. 92: Straßenkampf in Roselies.

Kurz nach Beginn des Ersten Weltkrieges kam es in und um die Ortschaft zwischen dem 21. und dem 23. August 1914 zu Kampfhandlungen zwischen deutschen Truppen, die in das neutrale Belgien einmarschiert waren und französischen Einheiten. In den 1923 in Brüssel erschienen « Rapports et Documents d’Enquête », Band 1, Nr. 2, « Rapports sur les attentats commis par les troupes allemandes pendant l’invasion et l’occupation de la Belgique » der « Commission d’Enquête sur les Violations des Règles du Droits des Gens, des Lois et des Coutumes de la Guerre », heißt es unter anderem, die Deutschen seien in Roselies einmarschiert, nachdem sie die Franzosen aus dem Ort vertrieben hatten. Unter dem Vorwand, dass Zivilisten aus Häusern auf sie geschossen hätten, zündeten die Deutschen 91 Häuser an und plünderten 160. Zu diesem Zeitpunkt hatte es bereits Schäden und Verletzte im Ort durch Artilleriebeschuss gegeben. Bei Schüssen auf die Bevölkerung wurden François Dimanche und Melanie Fournier getötet. Ein gewisser Lenain, aus dem rund 2 km entfernten Nachbarort Farciennes, der den Deutschen den Weg nach Roselies gezeigt hatte, sei ebenfalls von diesen getötet worden. Der Pfarrer von Roselies, Joseph Pollart, wurde zunächst am 22. August verhaftet und am folgenden Tag unter dem Vorwand, er sei der Anführer der belgischen Francs-tireurs, erschossen. Des Weiteren nahmen die Deutschen mehrere Hundert Bewohner für mehrere Tage gefangen, wobei einige misshandelt wurden. Der belgische Untersuchungsbericht gibt an, dass von den 1032 Bewohnern der Ortschaft Roselies vier getötet wurden und dass es in Roselies zu Plünderungen (« pillage ») und Brandstiftungen (« incendie ») gekommen sei. Des Weiteren zu Schießereien (« fusillade »), willkürlichen Verhaftungen von Zivilisten (« Civils emprisonnés arbitrairement ») und dass französische Soldaten getötet worden seien (« Soldats français achevés »). Ansonsten enthält der Bericht des belgischen Untersuchungsausschusses, in dem zwei Augenzeugen aus Roselies zu Wort kommen, keinerlei weitere Informationen zu den Ereignissen in dem Ort.

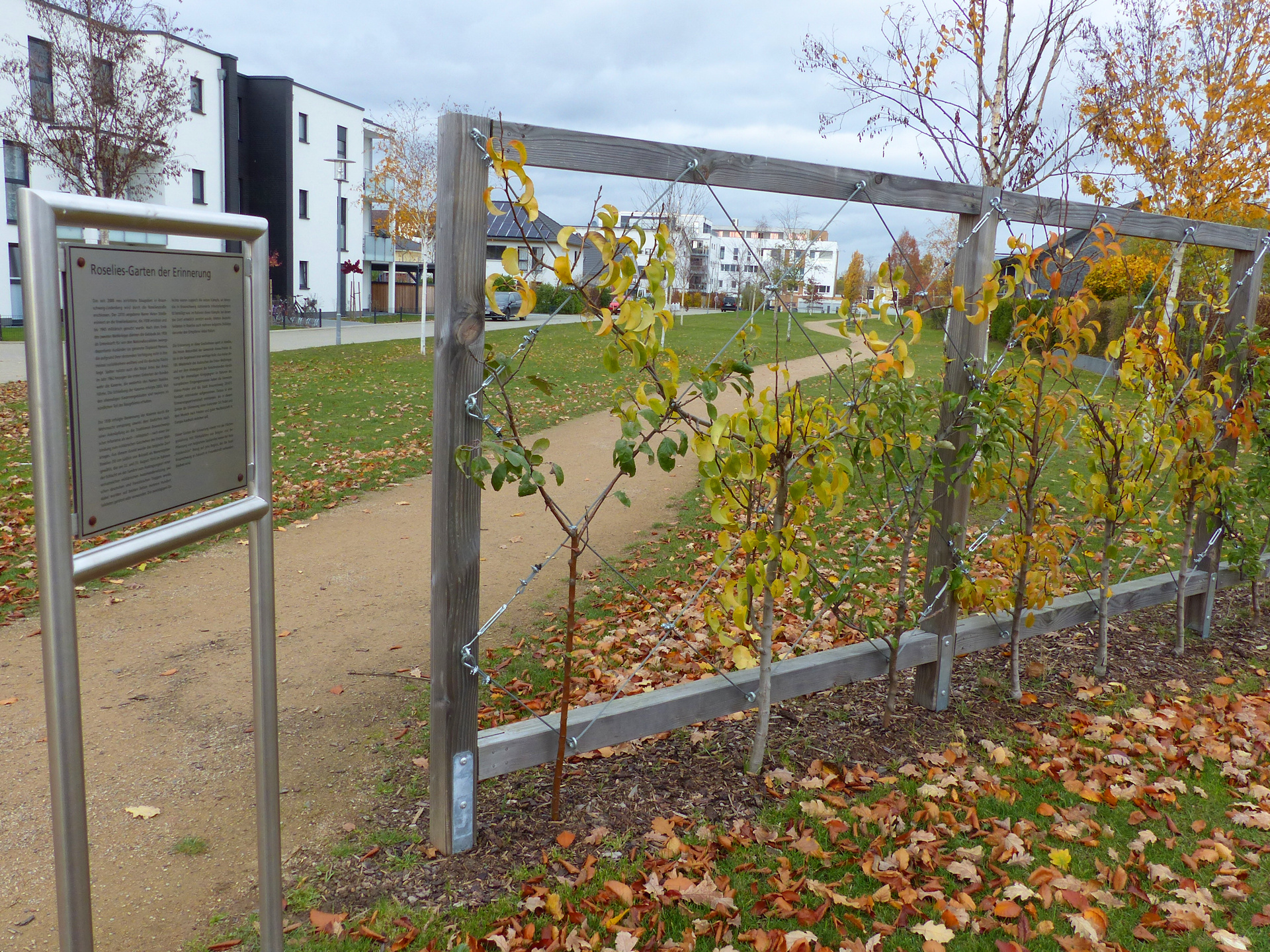
Roselies-Garten der Erinnerung in Braunschweig zum Gedenken an die Ereignisse des Krieges

In Braunschweig gab es bis 2003 eine Kaserne, die nach dem Ort benannt wurde. Auf deren Gelände wurde seit 2008 ein Neubaugebiet errichtet, das als Roseliesviertel bezeichnet wird und in dem es eine Roseliesstraße gibt. Am 1. September 2018 weihte die Stadt Braunschweig im Grünbereich des Viertels den „Roselies-Garten der Erinnerung“ ein, in dem eine Informationstafel an die Kriegsereignisse erinnert und belgische Spalierobstwände die Verbundenheit mit den heutigen Bewohnern von Roselies unterstreichen sollen.
Die Gemeindeverwaltung hat seit 1986 ihren Sitz im „Hôtel du Panama“, dem ehemaligen Wohnhaus des Leiters der Kohlegrube. In einem der Nebengebäude der Zeche konnten bis zu 72 Arbeiter wohnen und versorgt werden. Das „Hôtel du Panama“ enthielt jeglichen Komfort, der zu dieser Zeit möglich war, so unter anderem Elektrizität, Heizung oder Waschräume mit heißem Wasser. Der Name „Hôtel du Panama“ wurde ihm von der Arbeiterklasse gegeben, da zu jener Zeit einige Arbeiter aus Amerika zurückgekehrt waren, wo sie beim Bau des Panamakanals mitgearbeitet hatten. Als sie die Holzhütten der Arbeiter sahen, fühlten sie sich an Panama erinnert, daher erhielt auch die ehemalige Zeche den Namen Panama. Die Schachtanlage Roselies wurde am 1. August 1959 stillgelegt. Der Fußballclub Panama-Roselies trägt ebenfalls diesen Namenszusatz. Bei der kommunalen Neugliederung im Jahre 1977 wurde Roselies als Ortsteil der Gemeinde Aiseau-Presles angegliedert.

## Sehenswertes
- Hôtel du Panama: Sitz der Gemeindeverwaltung und ehemaliges Wohnhaus des Zechenbesitzers.
- Ferme Albart: Der Hof existiert seit dem 15. Jahrhundert. Er bildete das Zentrum der Eigentümer des Augustinerklosters von Oignies (Abbaye d'Oignies) in Roselies. Im Jahr 1933 wurde das Anwesen von der Familie Albart erworben, deren Namen es seither trägt.[8]
- La Chapelle de la rue de la fontaine: Die renovierte Kapelle stammt aus dem 15. Jahrhundert. Hier wurden in früheren Zeiten die Naturelemente verehrt.[8]
- L’Église Saint-Joseph: Kirche aus dem 19. Jahrhundert.[9]